# يا زهرتي
يا زهرتي (بالكورية: 오 마이 비너스) هو مسلسل كوري جنوبي من بطولة سو جي سوب وشين مين آه، عرض على قناة كي بي إس 2 في 16 نوفمبر 2015.

## الإنتاج
خضعت شين مين آه لمكياج وأزياء كثيفة لدورها كشخصية كانغ جو إيون ذات الوزن الزائد. قبل كل جلسة تصوير، خضعت شين لثلاث ساعات من المكياج، بما في ذلك وضع قناع سيليكون مصنوع من قالب لوجهها. كما استُخدمت بدلة رياضية وملابس مبطنة لإضفاء مظهر امرأة في الثلاثينيات من عمرها.

## الجوائز والترشيحات
| قائمة الجوائز والترشيحات | قائمة الجوائز والترشيحات   | قائمة الجوائز والترشيحات          | قائمة الجوائز والترشيحات | قائمة الجوائز والترشيحات |
| السنة                    | الجائزة                    | الفئة                             | المستلم                  | النتيجة                  |
| ------------------------ | -------------------------- | --------------------------------- | ------------------------ | ------------------------ |
| 2015                     | جوائز دراما كي بي إس       | جائزة التميز لأفضل ممثل           | سو جي سوب                | فوز                      |
| 2015                     | جوائز دراما كي بي إس       | جائزة التميز لأفضل ممثلة          | شين مين آه               | رُشِّح                      |
| 2015                     | جوائز دراما كي بي إس       | جائزة التميز، ممثل في مسلسل قصير  | سو جي سوب                | رُشِّح                      |
| 2015                     | جوائز دراما كي بي إس       | جائزة التميز، ممثلة في مسلسل قصير | شين مين آه               | فوز                      |
| 2015                     | جوائز دراما كي بي إس       | جائزة أفضل ثنائي                  | سو جي سوب وشين مين آه    | فوز                      |
| 2016                     | جوائز الدراما الكورية      | أفضل ممثل، جائزة التميز الأعلى    | سو جي سوب                | رُشِّح                      |
| 2016                     | جوائز سيول الدولية للدراما | الممثلة الكورية المتميزة          | شين مين آه               | فوز                      |

## روابط خارجية
- يا زهرتي على موقع IMDb (الإنجليزية)
- يا زهرتي على موقع نتفليكس (الإنجليزية)
- يا زهرتي على موقع ليتربوكسد (الإنجليزية)
- يا زهرتي على موقع كينوبويسك (الروسية)
- يا زهرتي على موقع قاعدة بيانات الفيلم (الإنجليزية)